# 周國琛
周國琛，廣東省廣州府順德縣人，清朝政治人物、同進士出身。
光緒六年（1880年），参加庚辰科殿試，登進士三甲第42名。同年五月，著交吏部掣签，分发各省以知县即用，擔任廣西懷遠縣知縣。